# Ernst von Mollard
Ernst von Mollard, Freiherr zu Drosendorf und Reineck (auch Mollart, Mollarth) (* um 1555?, vor 1576; † 1620 in Savoyen?) war ein österreichischer Adeliger. Er war Obersthofmarschall und enger Vertrauter Kaiser Rudolfs II.

## Leben
Ernst war der älteste Sohn des Peter I. von Mollard († 1576), welcher als Kämmerer Kaiser Maximilians II. 1571 zum Freiherrn von Reinegg (auch Reineck) erhoben wurde, und der Anna Kastellánfi von Szentlélek.
Ernst von Mollard Freiherr von Reineck war zuerst Kämmerer der drei älteren Söhne Maximilians II., wurde am 12. Juli 1576 Kämmerer des Kaisers, und nach dessen Tode Kämmerer von Erzherzog Ernst. Am 22. Oktober 1585 wurde Freiherr von Mollard niederösterreichischer Regimentsrat, 1593 Oberstkämmerer und Obersthofmeisteramtsverwalter von Erzherzog Ernst und – nachdem dieser Statthalter der Niederlande geworden war – begleitete ihn nach Brüssel. Nach dessen Tod im Februar 1595 kehrte der Freiherr nach Österreich zurück und erhielt am 22. Juni 1596 die frühere Stellung als nö. Regimentsrat wieder. 1599 begleitete er die Erzherzogin Margaretha von Graz nach Spanien, wo sie in ein Kloster eintrat.
Am 8. April 1600 ernannte ihn Kaiser Rudolf II. zum Hofkammerrat und am 23. Dezember 1601 zum Statthalter von Österreich unter der Enns und Rat des Erzherzogs Matthias. Am 1. Oktober 1606 wurde er vom Kaiser zum Obersthofmarschall ernannt. Davor bevollmächtigte ihn Rudolf II. zu den Friedensverhandlungen mit den Ungarn, wenige Wochen später kam es zu Meinungsverschiedenheiten wegen des vereinbarten Friedens mit den Türken und Mollard verlor die Gunst des Kaisers. Im März 1607 verließ Mollard Prag, konnte aber das Vertrauen Rudolfs nicht wieder gewinnen, auch wegen des Konfliktes zwischen Matthias und Rudolf. Mollard kehrte erst wieder im Juli 1609 nach Prag zurück und übernahm sein früheres Amt. Im Dezember scheiterten Vermittlungsversuche des Freiherrn, mithilfe seines Bruders Hans von Mollard, zwischen den kaiserlichen Brüdern. Matthias entzog Ernst Mollard 1608 die nö. Statthalterschaft und nahm ihn nicht in Dienst, da Mollard Kaiser Rudolf II. bis zu dessen Tod 1612 treu blieb. Die letzten Jahre verbrachte Ernst zurückgezogen ohne öffentliche Funktionen.
1600 stiftete er den Kapuzinern das Kloster St. Ulrich zu Wien.
Ernst von Mollard Freiherr von Reineck war zuerst verheiratet mit Anna Colonna von Fels und dann seit dem 8. Juni 1607 mit Anna Maria Freiin von Kollonitsch. In der Wiener Vorstadt St. Ulrich, "Am Plätzel", erwarb er einige Häuser, die er mit seinem Besitz vereinigte und schließlich dem neu nach Wien kommenden Kapuzinerorden als Niederlassung zur Verfügung stellte.